# Sportgemeinschaft Dynamo Dresden 1997-1998
Questa voce raccoglie le informazioni riguardanti la Sportgemeinschaft Dynamo Dresden nelle competizioni ufficiali della stagione 1997-1998.

## Stagione
Nella stagione 1997-1998 la Dinamo Dresda, allenato da Hartmut Schade e Werner Voigt, concluse il campionato di Regionalliga nordest al 2º posto.

## Rosa
| N. |                     | Ruolo | Calciatore        |
| -- | ------------------- | ----- | ----------------- |
|    | Germania (bandiera) | P     | René Groß         |
|    | Germania (bandiera) | P     | Enrico Keller     |
|    | Germania (bandiera) | P     | Thomas Köhler     |
|    | Germania (bandiera) | D     | Rene Groth        |
|    | Germania (bandiera) | D     | Stefan Kirsten    |
|    | Germania (bandiera) | D     | Dirk Oberritter   |
|    | Germania (bandiera) | D     | Jens Reckmann     |
|    | Germania (bandiera) | D     | Jan Schmidt       |
|    | Germania (bandiera) | C     | Stefan Bernhardt  |
|    | Germania (bandiera) | C     | Alexander Besser  |
|    | Germania (bandiera) | C     | Steffen Binke     |
|    | Germania (bandiera) | C     | Matthias Großmann |

| N. |                     | Ruolo | Calciatore       |
| -- | ------------------- | ----- | ---------------- |
|    | Germania (bandiera) | C     | Peter Heidler    |
|    | Polonia (bandiera)  | C     | Antoni Jeleń     |
|    | Germania (bandiera) | C     | Frank Kaiser     |
|    | Germania (bandiera) | C     | Sascha Schönfeld |
|    | Germania (bandiera) | C     | Silvio Schröter  |
|    | Germania (bandiera) | C     | Falk Terjek      |
|    | Germania (bandiera) | C     | Jens Wahl        |
|    | Germania (bandiera) | A     | Hagen Fritzsche  |
|    | Germania (bandiera) | A     | Torsten Gütschow |
|    | Germania (bandiera) | A     | Rico Hanke       |
|    | Germania (bandiera) | A     | Rocco Milde      |

## Organigramma societario
Area tecnica
- Allenatore: Werner Voigt
- Allenatore in seconda:
- Preparatore dei portieri:
- Preparatori atletici:
- Analisi video:

## Calciomercato

### Sessione estiva
| Acquisti | Acquisti          | Acquisti    | Acquisti |
| R.       | Nome              | da          | Modalità |
| -------- | ----------------- | ----------- | -------- |
| D        | Rene Groth        | Zwickau     |          |
| C        | Steffen Binke     | Plauen      |          |
| C        | Matthias Großmann | Chemnitz    |          |
| D        | Jens Reckmann     | BFC Dynamo  |          |
| C        | Sascha Schönfeld  | Dresdner SC |          |
| C        | Jens Wahl         | San Gallo   |          |

| Cessioni | Cessioni        | Cessioni         | Cessioni |
| R.       | Nome            | a                | Modalità |
| -------- | --------------- | ---------------- | -------- |
| C        | Sven Baum       | Sachsen Lipsia   |          |
| C        | Ringo Herrig    | Energie Cottbus  |          |
| P        | Bernhard Hirmer | Borussia Fulda   |          |
| D        | Sören Holz      | Dresdner SC      |          |
| A        | Ante Markesic   | Neukirchen       |          |
| D        | Dariusz Pasieka | Waldhof Mannheim |          |
| C        | Miran Pavlin    | Friburgo         |          |

## Risultati

### Regionalliga

#### Girone di andata
| Arbitro: | Robel |

|                                               |           |          |
| Gütschow 20’ (rig.) Terjek 54’ Hanke 84’, 90’ | Marcatori | 13’ Biro |

| Berlino 1º agosto 1997, ore 20:00 CEST 2ª giornata | TeBe Berlino | 0 – 0 referto | Dinamo Dresda | Mommsenstadion (1 937 spett.)\| Arbitro: \| Reck \| |
| Arbitro:                                           | Reck         |               |               |                                                     |

| Arbitro: | Kruse |

|                       |           |  |
| Wahl 51’ Gütschow 86’ | Marcatori |  |

| Arbitro: | Fleske |

|  |           |              |
|  | Marcatori | 65’ Großmann |

| Arbitro: | Ströhl |

|                           |           |  |
| Großmann 9’ Schönfeld 73’ | Marcatori |  |

| Arbitro: | Weise |

|             |           |           |
| Schmidt 60’ | Marcatori | 42’ Hanke |

| Arbitro: | Augar |

|                        |           |                      |
| Gütschow 32’ Milde 61’ | Marcatori | 79’ (rig.) Wiedemann |

| Arbitro: | Schößler |

|                             |           |                     |
| Jeckel 21’ Eisenschmidt 65’ | Marcatori | 53’ (rig.) Gütschow |

| Arbitro: | Weber |

|                                             |           |  |
| Moustapha 9’ (aut.) Großmann 32’ Terjek 75’ | Marcatori |  |

| Arbitro: | Augar |

|  |           |                                |
|  | Marcatori | 33’ Milde 66’ Terjek 68’ Binke |

| Arbitro: | Wendorf |

|              |           |                                     |
| Gütschow 18’ | Marcatori | 60’ Thielemann 88’ Stojku 90’ Kubis |

| Arbitro: | Hübner |

|                             |           |           |
| Nied 60’ (rig.) Eidtner 65’ | Marcatori | 51’ Milde |

| Arbitro: | Reck |

|                  |           |                                   |
| Knuth 35’ (rig.) | Marcatori | 13’ Terjek 46’ Gütschow 73’ Milde |

| Arbitro: | Voigt |

|                       |           |           |
| Hanke 64’ Schmidt 67’ | Marcatori | 84’ Lesch |

| Arbitro: | Sturm |

|  |           |                       |
|  | Marcatori | 75’ Schmidt 77’ Milde |

| Arbitro: | Fleske |

|                       |           |                |
| Gütschow 25’ Wahl 51’ | Marcatori | 60’, 65’ Meyer |

| Arbitro: | Keßler |

|                           |           |                        |
| Filipović 34’ Ziffert 61’ | Marcatori | 25’ Milde 80’ Reckmann |

#### Girone di ritorno
| Arbitro: | Voigt |

|                         |           |  |
| Hebestreit 23’ Tews 67’ | Marcatori |  |

| Arbitro: | Weise |

|  |           |                                             |
|  | Marcatori | 8’ Aračić 16’ Lünsmann 51’ (aut.) Bernhardt |

| Arbitro: | Robel |

|                             |           |  |
| Brömßer 4’, 39’ Walther 65’ | Marcatori |  |

| Arbitro: | Weber |

|                           |           |  |
| Gütschow 6’, 7’ Hanke 73’ | Marcatori |  |

| Arbitro: | Binkowski |

|                             |           |            |
| Weber 34’ Schwöbel 59’, 90’ | Marcatori | 10’ Terjek |

| Arbitro: | Richter |

|                                                    |           |                     |
| Schmidt 12’ Schönfeld 36’ Bernhardt 60’ Terjek 64’ | Marcatori | 56’ Kunze 80’ König |

| Arbitro: | Sturm |

|            |           |  |
| Demuth 61’ | Marcatori |  |

| Arbitro: | Haack |

|                   |           |          |
| Gütschow 55’, 90’ | Marcatori | 50’ Otto |

| Arbitro: | Weise |

|                         |           |                               |
| Gerling 39’ Schmidt 45’ | Marcatori | 53’ Gütschow 69’ (rig.) Milde |

| Arbitro: | Sax |

|                                  |           |  |
| Gütschow 56’, 77’ Oberritter 89’ | Marcatori |  |

| Arbitro: | Junghof |

|                |           |                     |
| Thielemann 78’ | Marcatori | 28’ (rig.) Gütschow |

| Arbitro: | Melms |

|           |           |            |
| Milde 51’ | Marcatori | 58’ Kusche |

| Arbitro: | Kruse |

|               |           |                |
| Schönfeld 24’ | Marcatori | 4’ Patschinski |

| Arbitro: | Spickenagel |

|  |           |                        |
|  | Marcatori | 78’ Milde 90’ Großmann |

| Arbitro: | Pleßke |

|                                        |           |                        |
| Milde 8’, 50’, 73’ Gütschow 40’ (rig.) | Marcatori | 10’ Maltritz 82’ Fuchs |

| Arbitro: | Robel |

|  |           |                         |
|  | Marcatori | 13’ Wahl 15’, 37’ Milde |

| Arbitro: | Bley |

|           |           |             |
| Milde 43’ | Marcatori | 74’ Golovan |

## Statistiche

### Statistiche di squadra
| Competizione         | Punti | In casa | In casa | In casa | In casa | In casa | In casa | In trasferta | In trasferta | In trasferta | In trasferta | In trasferta | In trasferta | Totale | Totale | Totale | Totale | Totale | Totale | DR  |
| Competizione         | Punti | G       | V       | N       | P       | Gf      | Gs      | G            | V            | N            | P            | Gf           | Gs           | G      | V      | N      | P      | Gf     | Gs     | DR  |
| -------------------- | ----- | ------- | ------- | ------- | ------- | ------- | ------- | ------------ | ------------ | ------------ | ------------ | ------------ | ------------ | ------ | ------ | ------ | ------ | ------ | ------ | --- |
| Regionalliga nordest | 60    | 17      | 11      | 4       | 2       | 37      | 19      | 17           | 6            | 5            | 6            | 23           | 20           | 34     | 17     | 9      | 8      | 60     | 39     | +21 |
| Totale               | 60    | 17      | 11      | 4       | 2       | 37      | 19      | 17           | 6            | 5            | 6            | 23           | 20           | 34     | 17     | 9      | 8      | 60     | 39     | +21 |

### Andamento in campionato
| Giornata  | 1 | 2 | 3 | 4 | 5 | 6 | 7 | 8 | 9 | 10 | 11 | 12 | 13 | 14 | 15 | 16 | 17 | 18 | 19 | 20 | 21 | 22 | 23 | 24 | 25 | 26 | 27 | 28 | 29 | 30 | 31 | 32 | 33 | 34 |
| --------- | - | - | - | - | - | - | - | - | - | -- | -- | -- | -- | -- | -- | -- | -- | -- | -- | -- | -- | -- | -- | -- | -- | -- | -- | -- | -- | -- | -- | -- | -- | -- |
| Luogo     | C | T | C | T | C | T | C | T | C | T  | C  | T  | T  | C  | T  | C  | T  | T  | C  | T  | C  | T  | C  | T  | C  | T  | C  | T  | C  | C  | T  | C  | T  | C  |
| Risultato | V | N | V | V | V | N | V | P | V | V  | P  | P  | V  | V  | V  | N  | N  | P  | P  | P  | V  | P  | V  | P  | V  | N  | V  | N  | N  | N  | V  | V  | V  | N  |
| Posizione | 1 | 3 | 2 | 2 | 2 | 1 | 2 | 4 | 3 | 2  | 3  | 3  | 3  | 3  | 3  | 3  | 3  | 3  | 6  | 6  | 6  | 6  | 5  | 6  | 5  | 6  | 3  | 3  | 4  | 3  | 2  | 2  | 2  | 2  |

Legenda:

Luogo: C = Casa; T = Trasferta. Risultato: V = Vittoria; N = Pareggio; P = Sconfitta.

### Statistiche dei giocatori
| S. Bernhardt  | 24 | 1  | 5  | 0 |
| A. Besser     | 2  | 0  | 0  | 0 |
| S. Binke      | 26 | 1  | 3  | 0 |
| H. Fritzsche  | 2  | 0  | 0  | 0 |
| R. Groth      | 21 | 0  | 7  | 0 |
| R. Groß       | 4  | 0  | 0  | 0 |
| M. Großmann   | 22 | 4  | 5  | 1 |
| T. Gütschow   | 32 | 16 | 2  | 0 |
| R. Hanke      | 32 | 5  | 2  | 0 |
| P. Heidler    | 0  | 0  | 0  | 0 |
| A. Jeleń      | 33 | 0  | 12 | 0 |
| F. Kaiser     | 27 | 0  | 1  | 0 |
| E. Keller     | 0  | 0  | 0  | 0 |
| S. Kirsten    | 13 | 0  | 2  | 0 |
| T. Köhler     | 31 | 0  | 2  | 1 |
| R. Milde      | 26 | 15 | 6  | 2 |
| D. Oberritter | 30 | 1  | 5  | 1 |
| J. Reckmann   | 29 | 1  | 4  | 1 |
| J. Schmidt    | 32 | 3  | 6  | 3 |
| S. Schröter   | 9  | 0  | 0  | 0 |
| S. Schönfeld  | 29 | 3  | 5  | 0 |
| F. Terjek     | 29 | 6  | 3  | 1 |
| J. Wahl       | 12 | 3  | 2  | 0 |